# Sikar
Sikar è una città dell'India di 184.904 abitanti, capoluogo del distretto di Sikar, nello stato federato del Rajasthan. In base al numero di abitanti la città rientra nella classe I (da 100.000 persone in su).

## Geografia fisica
La città è situata a 27° 37' 0 N e 75° 9' 0 E e ha un'altitudine di 426 m s.l.m..

## Società

### Evoluzione demografica
Al censimento del 2001 la popolazione di Sikar assommava a 184.904 persone, delle quali 96.327 maschi e 88.577 femmine. I bambini di età inferiore o uguale ai sei anni assommavano a 28.984, dei quali 15.364 maschi e 13.620 femmine. Infine, coloro che erano in grado di saper almeno leggere e scrivere erano 118.442, dei quali 70.788 maschi e 47.654 femmine.